# Bernhard Wedler
Bernhard Wedler (* 23. März 1895 in Wesseling; † 15. August 1975 in Berlin) war ein deutscher Bauingenieur.

## Leben
Von 1934 bis 1945 leitete er die Prüfstelle für statische Berechnungen der Preußischen Bau- und Finanzdirektion, war Referent für Bauingenieurfragen der Baupolizei und Hochbauverwaltung im Preußischen Innenministerium.
Wedler war von der Wiedereinrichtung des Deutschen Ausschusses für Stahlbeton von 1947 bis 1973 dessen Vorsitzender. Das hing damit zusammen, dass man sich in Westdeutschland darauf geeinigt hatte, dass der Vorsitz bei der Magistrats- bzw. Senatsverwaltung für Bau- und Wohnungswesen in Berlin liegen sollte. Er war ein geschätzter Fachmann und hatte auch inhaltlich großen Einfluss auf die Normung.
Ab 1950 leitete er die Unterabteilung Bautechnik im Bundesministerium für Wohnungswesen in Bonn, wo er sich auch dafür einsetzte, dass Mittel für die Bauforschung bereitgestellt wurden. Er hatte den Professorentitel und war Ministerialrat.
1952 erhielt er die Emil-Mörsch-Denkmünze. Wedler war Ehrendoktor. 1945 bis 1950 gab er den Beton-Kalender heraus.

## Schriften
- Berechnungsgrundlagen für Bauten. Wilhelm Ernst & Sohn, Berlin 1948